# Omphale obscura
Omphale obscura är en stekelart som beskrevs av Christer Hansson 1997. Omphale obscura ingår i släktet Omphale och familjen finglanssteklar. Inga underarter finns listade i Catalogue of Life.